# Категориальная ошибка
Категориальная ошибка — семантическая или онтологическая ошибка, при которой объект, принадлежащий к какой-либо категории представлен так, как если бы он принадлежал к другой категории, или же когда какому-либо объекту приписывают характеристики, которыми он не может обладать. К примеру, метафора «время подкралось», если принимать буквально, не просто ложна, но и является категориальной ошибкой.
Термин категориальная ошибка был использован Гилбертом Райлом в книге «Понятие сознания» (1949), чтобы устранить, как он считал, путаницу с природой разума в картезианской метафизике. Райл считал, что является ошибкой относиться к разуму как к объекту, состоящему из нематериальной субстанции, поскольку утверждения о субстанции не имеют смысла, когда идет речь о наборе способностей и склонностей.
Фраза была представлена в первой главе. Райл приводит в пример посетителя Оксфорда. Когда ему представили колледжи и библиотеку, посетитель спросил: «А где же университет?». Ошибка посетителя заключалась в предположении о том, что «университет» является частью категории «единица инфраструктуры» или нечто подобное, а не, к примеру, категории «институты» — более абстрактного набора строений, людей, процедур и т. д.
В философии сознания категориальная ошибка Райла может использоваться в поддержку элиминативного материализма.